# Owls Head (Maine)
Owls Head est une ville américaine située dans le Comté de Knox, dans le Maine. Selon le recensement de 2020, sa population est de 1 504 habitants.